# Cyphobasidium
Cyphobasidium — рід грибів, єдиний у родині Cyphobasidiaceae порядку Cyphobasidiales.

## Поширення
Представники роду знайдені в Канаді та Фінляндії.

## Екологія
Симбіонти лишайників Hypogymnia та Usnea. Вони формують на їхніх таломах гали, на яких розвиваються базидії.

## Класифікація
До роду Cyphobasidium відносять 2 види:
- Cyphobasidium hypogymniicola
- Cyphobasidium usneicola